# Gheorghe Banea
Gheorghe Banea (n. 14 februarie 1891, Măcin, județul Tulcea - d. 19 decembrie 1967, București) a fost un profesor, prozator și romancier român, participant la Campania din Balcani din Primul Război Mondial și decorat cu Ordinul național „Steaua României” în grad de Cavaler.

## Biografie

### Copilăria și adolescența
Gheorghe Banea s-a născut la Măcin, în 1891. Bunicul său dinspre tată, mocan stabilit în Dobrogea, fusese un om înstărit, „cu o casă mare cu două caturi pe malul locului”. Bunicul dinspre mamă al lui Banea era originar din raiaua Brăilei și se stabilise în Dobrogea înainte de Războiul de Independență, iar ambele bunici aveau origine dobrogeană. 
Părinții săi se numeau Anița și Sandu Banea. În romanul Vin apele!, Banea îi descrie ca pe o mamă „grijulie” și un tată „analfabet”, dar care „se ducea [...] cu ceașmaua la pește”, pentru a pune familiei mâncare pe masă.
Copilul Gheorghe Banea a crescut într-o casă părintească „mare și înaltă”, așezată la „poalele coastei, pe strada principală, pe care se iveau din când în când ceva bolovani și pietriș, rămășițe dintr-un străvechi caldarâm”, casă situată între mahalaua bulgărească și cea românească a târgului Măcin.
Viitorul scriitor a studiat mai întâi la școala primară din Măcin, de unde a păstrat amintiri foarte frumoase despre profesorul Cristescu, despre care susține în romanul Vin apele! că era cunoscut și prețuit de însuși Spiru Haret, Ministrul Școalelor din acea perioadă. Banea a absolvit Școala Primară din Măcin în 1904, iar apoi a urmat ca bursier cursurile Liceului „Nicolae Bălcescu” din Brăila, unde l-a avut printre colegi pe viitorul istoric și critic literar Perpessicius. În anul 1912, după bacalaureat, Bunea s-a înscris la Facultatea de Litere și Filosofie a Universității din București, dar a fost nevoit să-și întrerupă cursurile după izbucnirea Primului Război Mondial, fiind mobilizat pe 15 august 1916.

### În tranșee
După mobilizare, Gheorghe Banea a participat la campania de pe frontul dobrogean, fiind repartizat în calitate de comandant de pluton. Pe 30 august 1916, în timpul luptelor din jurul localității Parachioi, un glonț l-a rănit grav la cap și și-a pierdut cunoștința. Considerat mort, a fost abandonat pe câmpul de luptă de camarazii săi și ignorat de o primă patrulă germană care a trecut prin zonă. O a doua patrulă însă, vrând se se asigure că nu mai este nimeni în viață, l-a mai împușcat pe militar la cap și în umăr.
Într-un târziu, rănitul a fost descoperit de un regiment sârb de artilerie și transportat la cel mai apropiat spital de campanie, unde i s-au acordat primele îngrijiri medicale. A fost apoi transferat luni de-a rândul între diferite spitale din Bulgaria, la Silistra, Alfatar și Haskovo. A fost apoi eliberat din captivitate și repatriat în România în cadrul unui schimb de invalizi, iar pe data de 5 august 1918, constatându-i-se gradul de invaliditate, Banea a fost demobilizat.
La sosirea în România s-a lovit însă de faptul că nu avea nici un fel de acte și între timp fusese declarat căzut în luptă, numele său fiind trecut pe lista nr. 52 a morților publicată în Monitorul Oficial din 10 octombrie 1916 și în ziarul Dimineața. Banea a fost nevoit astfel să călătorească în tren până la Cetatea Albă, unde era încartiruit fostul său regiment, pentru fi recunoscut oficial și a obține anularea actului de deces. Pentru participarea sa la luptele din teatrul de operațiuni din Dobrogea, care l-au condus la invaliditate și prizonierat, Gheorghe Banea a fost în final decorat cu Ordinul național „Steaua României” în grad de Cavaler și cu „Crucea Comemorativă a Războiului 1916-1918” cu baretele Dobrogei.

### La catedră
După întoarcerea în țară, Gheorghe Banea a fost nevoit să facă mari eforturi pentru a i se recunoaște gradul de invaliditate și a i se aloca o pensie corespunzătoare situației lui medicale. A trebuit să călătorească din oraș în oraș în căutarea comisiei medicale pentru clasare și i s-au cerut diverse acte care l-au pus în situația de a se deplasa în alte orașe pentru a le procura. Pentru a obține un astfel de document, foaia de observații clinice, a fost internat la spitalul de psihiatrie de la Socola, într-o „celulă pentru nebuni”. În final, a fost diagnosticat cu paraplegie și declarat mare mutilat de război. După unele surse, acest lucru s-a întâmplat doar pentru că una din petițiile scrise de fostul militar a fost citită de Regele Ferdinand I.
În martie 1919, în ciuda invalidității, Banea și-a desăvârșit studiile și a obținut licența în litere, specialitatea limba română și filologie romanică. A activat apoi timp de 33 de ani ca profesor la Seminarul din Buzău, Liceul Militar „Mănăstirea Dealu” din Târgoviște, la Liceul „Nicolae Bălcescu” din Brăila, Seminarul Monahal Cernica din București, apoi la Liceul „Mihai Eminescu” și la Gimnaziul „Petru Rareș” din București. S-a pensionat în anul 1952.

## Opera literară
În 1937 a publicat în „Revista Fundațiilor Regale” (1937, nr. 7, pp. 18-43) un prim fragment al viitoarei cărți Zile de lazaret – Jurnal de captivitate și spital, iar întregul volum a apărut în anul 1938, în ediția Fundației pentru Literatură și Artă „Regele Carol II”, având 312 pagini și costând 70 de lei. Cartea a fost bine receptată de public și de critică. Perpessicius a caracterizat-o drept un document autentic „de o sanctificată umanitate”, iar Mihail Sadoveanu, în raportul înaintat Academiei Române prin care recomanda acordarea premiului „I. Heliade Rădulescu”, a specificat faptul că opera se distinge prin sinceritatea emoționantă și susținută a povestirii. 
Într-o retrospectivă a anului 1938, redacția Revistei Fundațiilor Regale a caracterizat apariția drept „o carte de război, poate nemeșteșugită, dar de puternic ecou moral”. 
În același an, Ovidiu Papadima a apreciat că lucrarea va rămâne ca una dintre cele mai reprezentative ale literaturii române din preajma Primului Război Mondial.
Despre o altă carte a lui Banea, Mușchetarii în Balcani, Perpessicius scria că: „Mușchetarii din Balcani a domnului Gheorghe Banea apare din aceeași matcă generatoare și continuă într-un mod deosebit de strălucit toate calitățile de substanță și expresie ale întâilor dumisale cărți: Zile de lazaret și Vin apele”.

## Onoruri
- Pentru participarea sa la acțiunile militare de pe frontul dobrogean, Gheorghe Banea a fost decorat cu Ordinul național „Steaua României” în grad de Cavaler și cu „Crucea Comemorativă a Războiului 1916-1918” cu baretele Dobrogei;
- Premiul „I. Heliade Rădulescu” al Academiei Române pentru romanul Zile de lazaret – Jurnal de captivitate și spital, acordat pe 12 ianuarie 1940;[19]
- Școala Gimnazială Nr.2 din Măcin poartă numele scriitorului Gheorghe Banea;

## Cărți publicate

### Romane
- Zile de lazaret. Jurnal de captivitate și spital (București, 1938)
- Vin apele! (București, 1940)
- Mușchetarii în Balcani. Vin apele! (ediție postumă, îngrijită și prefațată de Aurel Sasu, București, 1982)

### Proză scurtă
- Oreia (Jurnalul actorului Alexandru Miereanu (publicată în volumul Mușchetarii în Balcani. Vin apele!, București, 1982)

### Alte lucrări
- Dicționar român-italian (București, 1922)